# Lagniappe (Allez Mama)
Lagniappe is het zesde album van de Nederlandse band Allez Mama. Het is het eerste studio-album van Allez Mama waarop Peter de Frankrijker de gitaar en Erik van Es de bas speelt. Het woord "Lagniappe" is een Frans-Amerikaanse term die zoveel betekent als een cadeautje, iets extra's dat de klant krijgt bij een aankoop.
Het album bevat elf nummers, die deze keer niet door de band zelf zijn geschreven maar zijn geselecteerd om een klankkleur van muziek uit de verschillende stijlen en decennia weer te geven. Het gaat hier om covers van andere artiesten zoals Bob Dylan, Herman van Veen, Bruce Springsteen en Green Day, door Lenny Laroux al dan niet voorzien van een Nederlandstalige tekst.  
Hoewel de nadruk ligt op "Wereldbeat Zydeco", kenmerkt dit album zich door de meer aanwezige invloeden van folk, soul en Americana. De mandoline en de akoestische gitaar zijn nadrukkelijk aanwezig. De samenzang, die op eerdere albums meer een ondergeschoven kindje was, is op dit album voor het eerst meerstemmig door de invloed van de nieuwe bassist. Dit is met name goed te horen in de nummers "Doe Maar De Schuld Aan Mij" en "Acadia 1604".
De eerste tien nummers op het album zijn studiotracks, in het voorjaar van 2013 opgenomen in de Silvox Studio in Bontebrug, onder productie van Caspar Falke. Het laatste nummer op de cd, "Marije", is een liveopname van de voorlopige cd-presentatie op 7 april 2013 in de Swamp Music Studio in Raamsdonk, opgenomen onder productie van Stephen van Haestregt. "Lagniappe" is op de muziekwebsites en in de pers uitstekend ontvangen, onder andere met lovende recensies op New Folk Sounds.

## Musici
- Lenny Laroux: accordeon, trekzak, percussie, zang
- M. "Baaf" Stavenuiter: drums, zang
- Peter de Frankrijker: gitaar, mandoline, zang
- Erik van Es: bas, gitaar, zang
- Ad van Emmerik: mondharmonica, mandoline, rubboard, zang

## Gastmuzikant
- Lucas Amor: viool

## Composities
1. SOS (4:26). Origineel: Message In A Bottle - The Police
2. Dwars door de berm (3:59). Origineel: Little Lion Man - Mumford and Sons
3. Niet zo jong als nou (2:50). Origineel: My Back Pages - Bob Dylan
4. Tussen de buien door (3:51). Origineel: Iko Iko/Hé, kom aan - The Dixie Cups/Dimitri van Toren
5. Werkman's blues (5:21). Origineel: Jack Of All Trades - Bruce Springsteen
6. Funky zydeco (3:21). Origineel: Deeper Shade Of Soul - Ray Baretto/Urban Dance Squad
7. Hartenbreker (3:39). Origineel: Peacemaker - Green Day
8. Doe maar de schuld aan mij (2:08). Origineel: Nobody's Fault But Mine Blind Willie Johnson/Led Zeppelin
9. Acadia 1604 (3:58). Origineel: '39 - Queen
10. Blauw (4:22). Origineel: The Scene
11. Marije [live] (3:18). Origineel: Herman van Veen